# بيل هانزليك
بيل هانزليك (بالإنجليزية: Bill Hanzlik)‏ مواليد 6 ديسمبر 1957 في ميدلتاون، هو لاعب كرة سلة أمريكي معتزل أصبح مدرباً. بدأ مسيرته الاحترافية في سنة 1980. تم اختياره من قبل فريق سياتل سوبرسونيكس خلال الدرافت. يبلغ طوله 6 قدم 7 بوصة (2.0 م). اعتزل اللعب في 1990. أحرز خلال مسيرته في الإن بي إيه 5414 نقطة بمعدل 7.2 نقاط في المباراة الواحدة.

## روابط خارجية
- بيل هانزليك على موقع إن بي أي (الإنجليزية)
- بيل هانزليك على موقع سبورتس رفرنس (الإنجليزية)
- بيل هانزليك على موقع كلية كرة السلة في سبورتس رفرنس.كوم (الإنجليزية)
- بيل هانزليك على موقع ريلجم (الإنجليزية)
- بيل هانزليك على موقع بروبوليرز (الإنجليزية)
- بيل هانزليك على موقع سبورتس رفرنس (الإنجليزية)
- بيل هانزليك على موقع قاعة كولورادو للمشاهير الرياضية (الإنجليزية)